# Mötet i Stockholm 1517
Mötet i Stockholm 1517 var en sammankomst som hölls i Stockholm för att diskutera och besluta om Sveriges angelägenheter. Det inleddes den 16 november 1517 och avslutades den 23 november 1517.
Efter mötet i Arboga 1517 inledde Danmark och Gustav Trolle ett anfall mot Sverige och Sten Sture den yngre. I slutet av augusti landsteg en styrka i Stockholm, men besegrades av Sten Sture och hans ryttare.
I detta möte i Stockholm blev Gustav Trolle blir avsatt och man beslutar att hans borg, som belägras sedan hösten 1516, ska rivas. 